# Azerbeidzjan op het Eurovisiesongfestival 2023

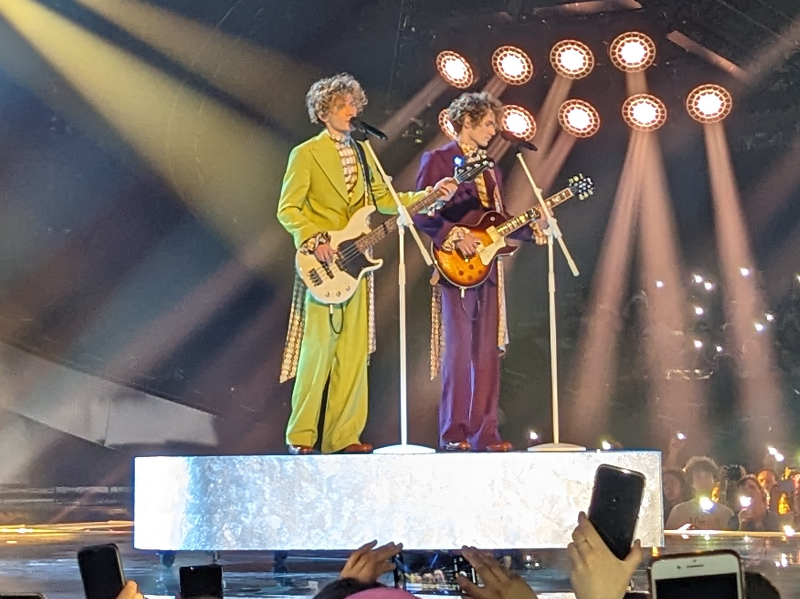
Azerbeidzjan tijdens de repetities in Liverpool.

Azerbeidzjan nam deel aan het Eurovisiesongfestival 2023 in Liverpool, Verenigd Koninkrijk. Het was de 15de deelname van het land aan het Eurovisiesongfestival. ITV was verantwoordelijk voor de Azerbeidzjaanse bijdrage voor de editie van 2023.

## Selectieprocedure
Op 9 maart maakte de Azerbeidjaanse omroep via een officieel persbericht bekend dat de tweeling TuralTuranX het land gaat vertegenwoordigen in Liverpool, zij werden geselecteerd uit een shortlist van vijf artiesten. Vier dagen later op 13 maart werd het lied vrijgegeven. Tural en Turan schreven zelf mee aan het Engelstalige lied Tell Me More. Het nummer is geproduceerd door Nihad Aliyev. Opvallend hieraan is dat de Azerbeidzjaanse inzending voor het eerst, sinds de eerste deelname van het land in 2008, is gemaakt door een team volledig afkomstig uit Azerbeidzjan.

## In Liverpool
Azerbeidzjan kwam uit als 12de in de eerste halve finale op dinsdag 9 mei. Het land plaatste zich niet voor de grote finale. Nadien bleek dat het land voorlaatste eindigde.
2008 · 2009 · 2010 · 2011 · 2012 · 2013 · 2014 · 2015 · 2016 · 2017 · 2018 · 2019 · 2020 · 2021 · 2022 · 2023 · 2024 · 2025
Albanië · Armenië · Australië · Azerbeidzjan · België · Cyprus · Denemarken · Duitsland · Estland · Finland · Frankrijk · Georgië · Griekenland · Ierland · IJsland · Israël · Italië · Kroatië · Letland · Litouwen · Malta · Moldavië · Nederland · Noorwegen · Oekraïne · Oostenrijk · Polen · Portugal · Roemenië · San Marino · Servië · Slovenië · Spanje · Tsjechië · Verenigd Koninkrijk · Zweden · Zwitserland